# Mother Fist and Her Five Daughters
Mother Fist and Her Five Daughters (часто сокращается до Mother Fist) - третий студийный сольный альбом британского певца Марка Алмонда. Альбом был выпущен в апреле 1987 года и достиг 41 места в UK Albums Chart. Выходу альбома предшествовал выход синглов "Ruby Red", "Melancholy Rose" и "Mother Fist". Название альбома взято из рассказа американского писателя Трумена Капоте "Ночные перевертыши, или Как сиамские близнецы занимаются сексом". Альбом посвящён Трумену Капоте.
Как и два предыдущих альбома, Vermin in Ermine и Stories of Johnny, альбом был записан с группой The Willing Sinners, состоящей из Энни Хоган, Билли МакГи, Мартина МакКаррика, Ричарда Райли и Стивена Хамфриса. Также в записи приняли участие студийные музыканты из студии Milo Studios и Abbey Road в Лондоне, где записывался альбом. Автор дизайна обложки (как и для предыдущего альбома) - Хью Физер, фото на обложку - Бен Торнберри.
| Оценки критиков               | Оценки критиков |
| Источник                      | Оценка          |
| ----------------------------- | --------------- |
| Allmusic                      | [ 2 ]           |
| Encyclopedia of Popular Music | [ 3 ]           |

## Список композиций
Слова и музыка всех песен — Марк Алмонд; кроме 4, 5, 6, 9, 10 - в этих композициях соавтором Алмонда является Энни Хоган.
| №  | Название            | Автор(ы)            | Длительность |
| -- | ------------------- | ------------------- | ------------ |
| 1. | «Mother Fist»       |                     | 4:29         |
| 2. | «There is a Bed»    |                     | 4:50         |
| 3. | «Saint Judy»        |                     | 5:53         |
| 4. | «The Room Below»    | Almond, Annie Hogan | 3:30         |
| 5. | «Angel in Her Kiss» | Almond, Hogan       | 3:42         |
| 6. | «The Hustler»       | Almond, Hogan       | 3:15         |

| №   | Название          | Автор(ы)      | Длительность |
| --- | ----------------- | ------------- | ------------ |
| 7.  | «Melancholy Rose» |               | 3:10         |
| 8.  | «Mr Sad»          |               | 3:49         |
| 9.  | «The Sea Says»    | Almond, Hogan | 4:03         |
| 10. | «Champ»           | Almond, Hogan | 4:23         |
| 11. | «Ruby Red»        |               | 3:41         |
| 12. | «The River»       |               | 5:17         |

## Участники записи
- Марк Алмонд – вокал, аранжировки

The Willing Sinners
- Энни Хоган – пианино, маримба, фисгармония
- Билли МакГи – контрабас, электрическая бас-гитара
- Мартин МакКаррик – виолончель, аккордеон, янцинь, клавиши
- Ричард Райли – акустическая гитара, электрогитара
- Стивен Хамфрис – барабаны, перкуссия

а также:
- Найджел Итон – колёсная лира
- Питер Томс – тромбон
- Энрико Томассо – труба
- Джейн Вест – бэк-вокал
- Одри Райли – бэк-вокал

Прочие участники записи
- Майк Хеджес – вокал, продюсер, звукорежиссёр (Abbey Road)
- Энни Хоган – аранжировки
- Мартин МакКаррик – аранжировки для виолончели
- Чарльз Грей – звукозапись (Milo)
- Гайдн Бендалл – звукозапись (Abbey Road)
- Ян Гримбл – звукозапись (Abbey Road)
- Хью Физер – дизайн, макет
- Бен Торнберри – фотография